# Marktevenwicht
Er is sprake van marktevenwicht, wanneer vraag en aanbod op een bepaalde markt in evenwicht zijn. Een alternatieve benaming marktevenwicht is marktequilibrium. In een marktevenwicht zijn vraag en aanbod aan elkaar gelijk.
Marktevenwicht is de gewenste toestand in de economie, want als er marktevenwicht is worden alle behoeftes vervuld en bestaan er geen productieoverschotten of productietekorten.
Veel klassieke economen stellen dat marktevenwicht bereikt kan worden als de markt wordt vrijgelaten, waardoor de invisible hand (onzichtbare hand), het prijsmechanisme, ervoor kan zorgen dat vraag en aanbod in evenwicht komen. Als de vraag stijgt, stijgt de prijs, waardoor aanbieders meer van het product gaan produceren en aanbieden. Als de vraag daalt, zal de prijs dalen, waardoor aanbieders zullen stoppen met het maken en aanbieden van het product. Dit idee van de invisible hand werd voor het eerst geïntroduceerd door Adam Smith in zijn werk The Wealth of Nations.
Keynesianen beweren dat de invisible hand niet altijd voor marktevenwicht zal zorgen, doordat markten kunnen falen als gevolg van een gebrek aan concurrentie. In dergelijke gevallen vinden Keynesianen het zinvol om de overheid in te laten grijpen in de markt om een marktevenwicht tot stand te brengen. Concrete maatregelen daarvoor zijn wetten om het ontstaan van monopolies en andere concurrentieverminderende marktvormen te voorkomen (mededingingsrecht).